# Fernando Pereira (fotógrafo)
Fernando Pereira (Chaves, 10 de maio de 1950 - Auckland, 10 de julho de 1985) foi um fotógrafo luso-neerlandês e ativista da organização Greenpeace, assassinado a 10 de julho de 1985 aquando do afundamento de um Rainbow Warrior (nome dado aos barcos da Greenpeace) por agentes do DGSE, o serviço secreto francês, na Nova Zelândia.

## Biografia
Nascido em Chaves em 1950, Fernando emigrou para os Países Baixos para fugir ao serviço militar obrigatório. Lá casou-se com uma holandesa, Joanne, tornou-se cidadão holandês, e teve dois filhos, Marelle e Paul. Trabalhou vários anos como fotógrafo no jornal diário de Amesterdão De Waarheid (A Verdade).

Tornou-se interessado nas temáticas da conservação e campanhas antinucleares. Aderiu à Greenpeace em 1982 quando se juntou ao navio Sirius.

## Acidente do Rainbow Warrior
O bombardeio do barco fora projetado para tornar o navio irrecuperável. A primeira bomba menor dobrou o eixo da hélice, tornando o reparo não rentável. Pereira ficou dentro do barco para pegar sua máquina fotgráfica e outros equipamentos. A segunda explosão, mais poderosa, projetada para afundar o barco, causou um enorme influxo de água do mar que afogou Pereira.

## Atualizações subsequentes
No vigésimo aniversário do naufrágio, foi revelado que o presidente francês François Mitterrand havia autorizado pessoalmente o bombardeio. O almirante Pierre Lacoste fez uma declaração dizendo que a morte de Pereira pesou muito em sua consciência. Também naquele aniversário, a Television New Zealand procurou acessar um vídeo gravado na audiência preliminar em que os dois agentes se declararam culpados. As imagens permaneceram seladas no registro do tribunal desde logo após a conclusão do processo criminal. Os dois agentes se opuseram à liberação do filme — apesar de ambos terem escritos livros sobre o incidente — e levaram o caso ao Tribunal de Apelação da Nova Zelândia e, posteriormente, à Suprema Corte da Nova Zelândia.
Em 2006, Antoine Royal, irmão da candidata à presidência da França, Ségolène Royal, revelou em uma entrevista que seu irmão, Gérard Royal, ex-oficial da inteligência francesa, havia sido o agente que colocou as bombas no Rainbow Warrior.

## Legado
A Confederação Portuguesa de Associações de Defesa do Ambiente instituiu em 1999 o Prémio Nacional de Ambiente "Fernando Pereira", conjuntamente com o associado Observatório do Ambiente.
Anualmente, e desde 1999, a CPADA assegura os prémios entregues, aos galardoados e menções honrosas, bem como a organização do evento, nomeadamente a escolha do local, o processo de eleição e respectivas nomeações dos premiados e a cerimónia de entrega. O nome escolhido é uma homenagem a um dos mártires da causa ambiental, o fotógrafo Fernando Pereira, morto a bordo do Rainbow Warrior, o navio do Greenpeace que tentava impedir a realização de testes nucleares franceses no atol de Muroroa, no Pacífico.
O prémio destina-se a galardoar a pessoa, instituição ou empresa que em cada ano se distinga na sua ação como "amiga do ambiente".

## Fotografia

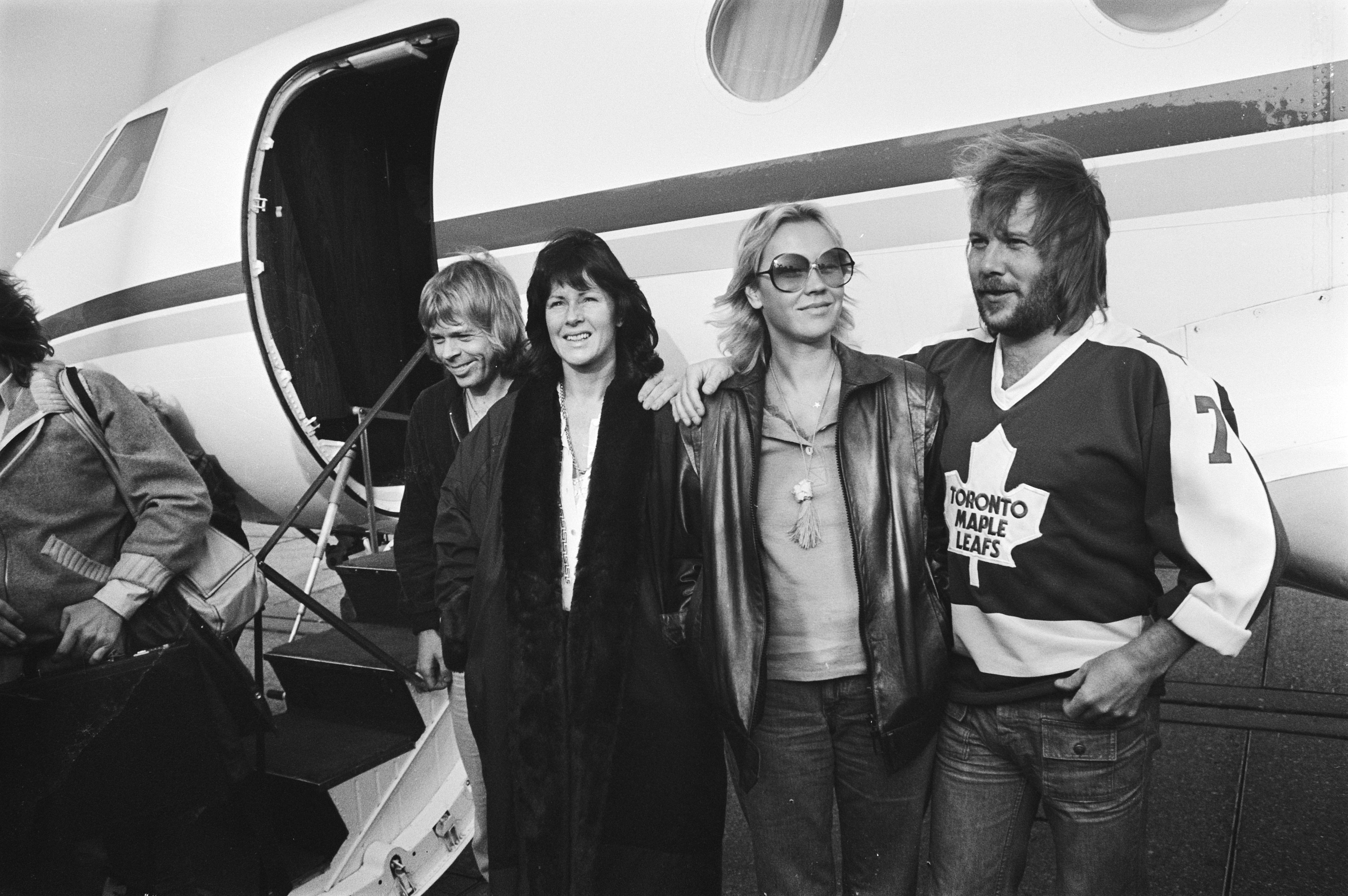
ABBA (1979)
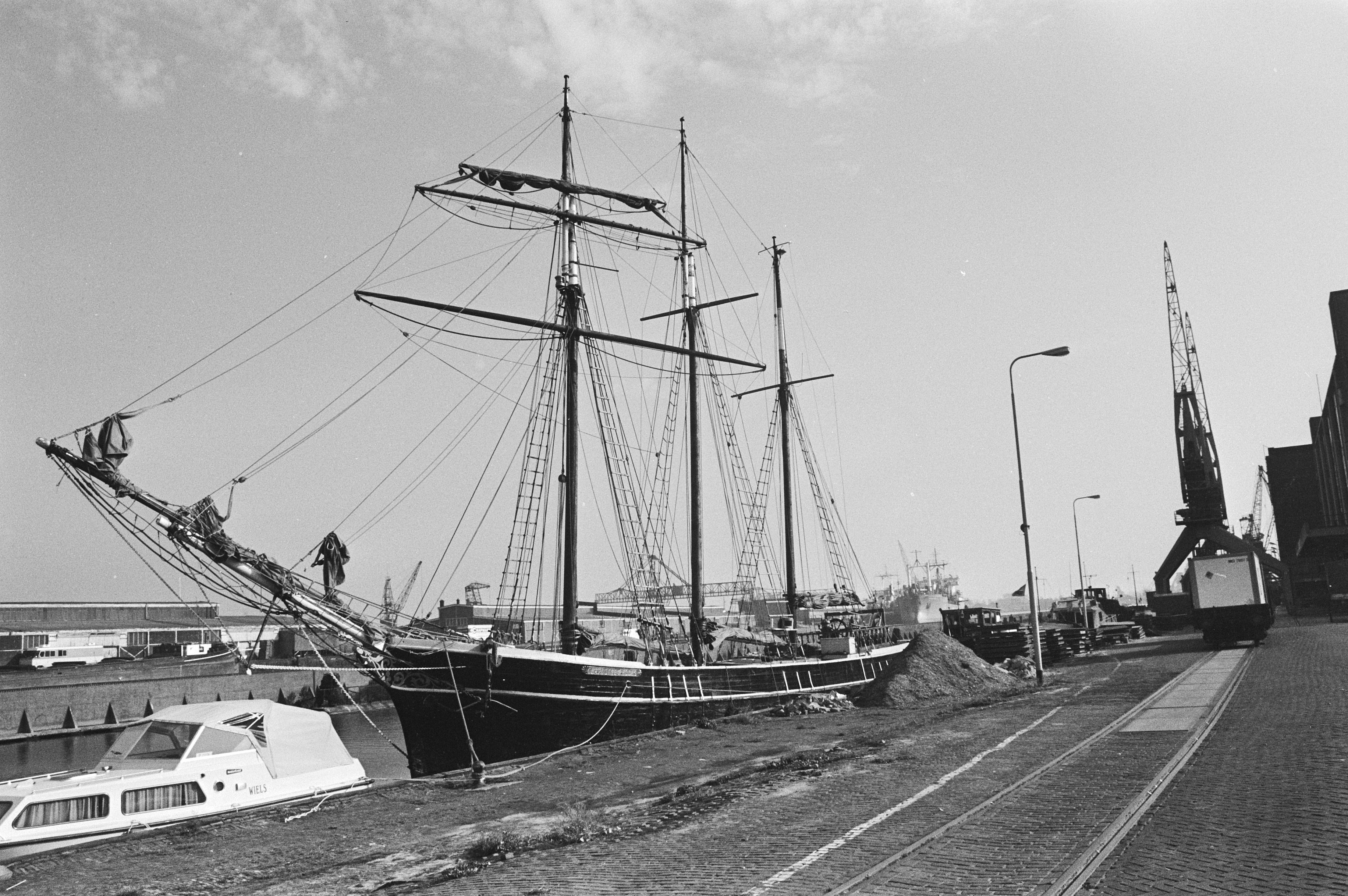
Charlotte Rhodes (1979)
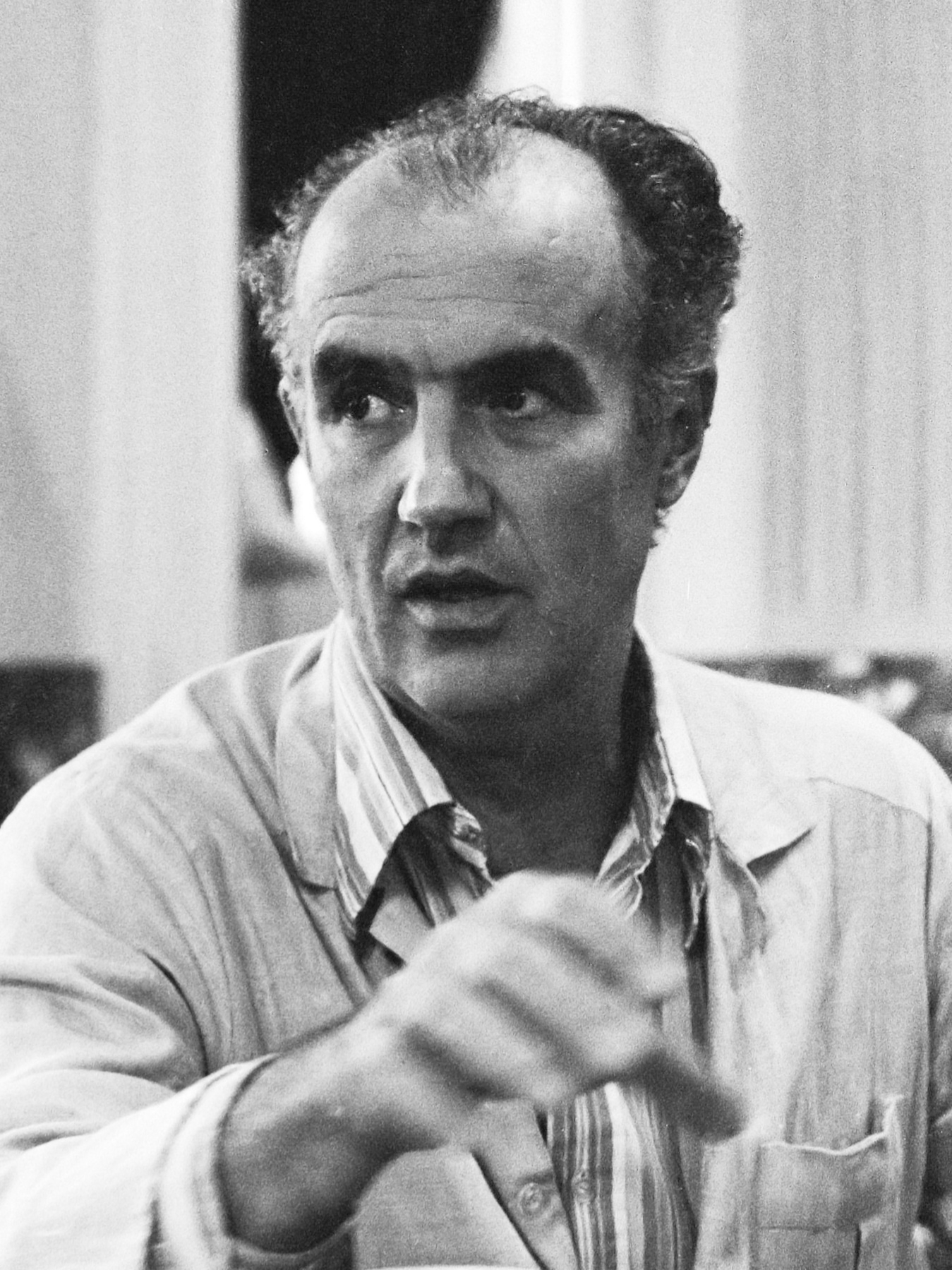
Luigi Nono (1979)
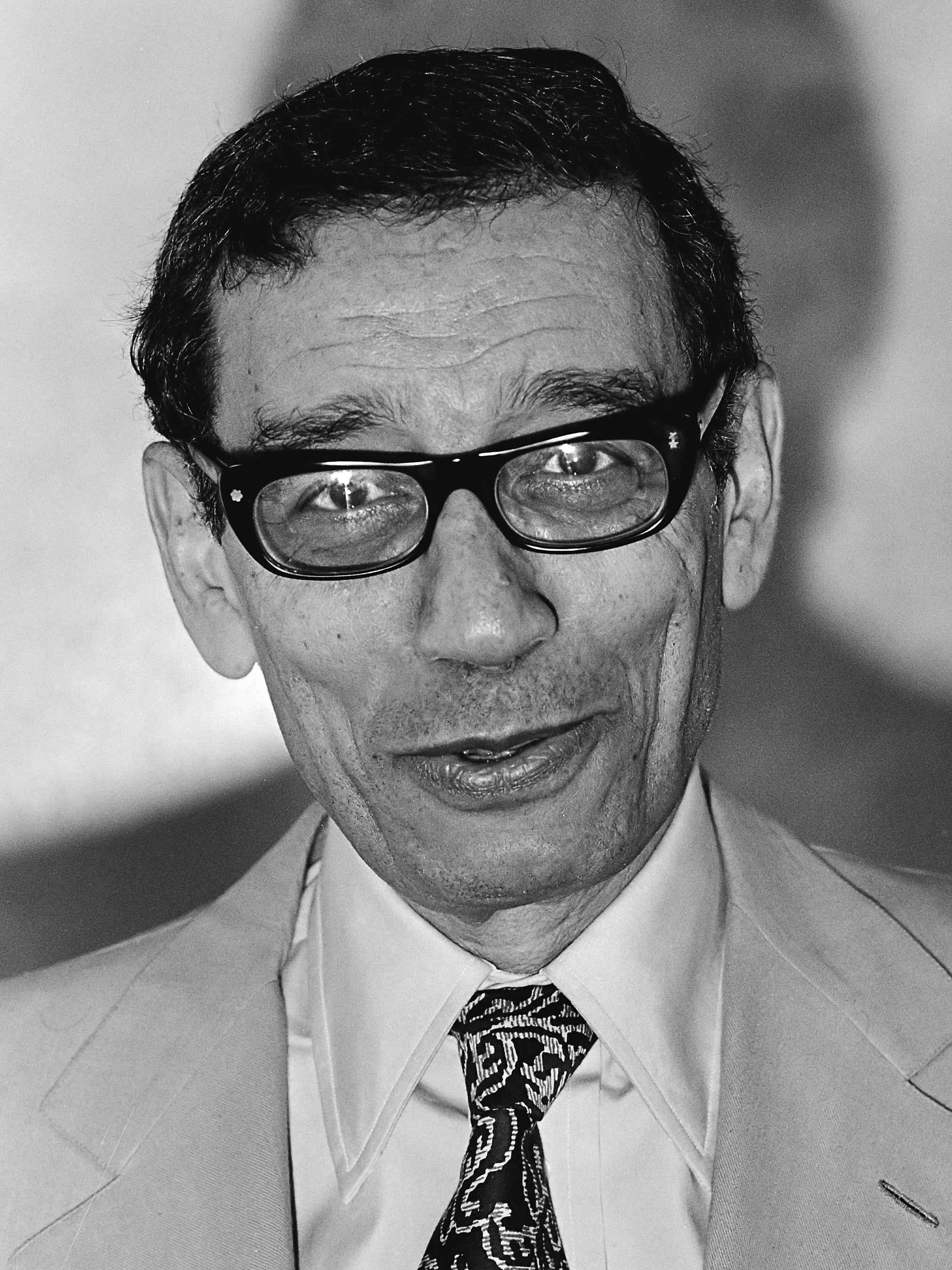
Boutros Boutros-Ghali (1980)
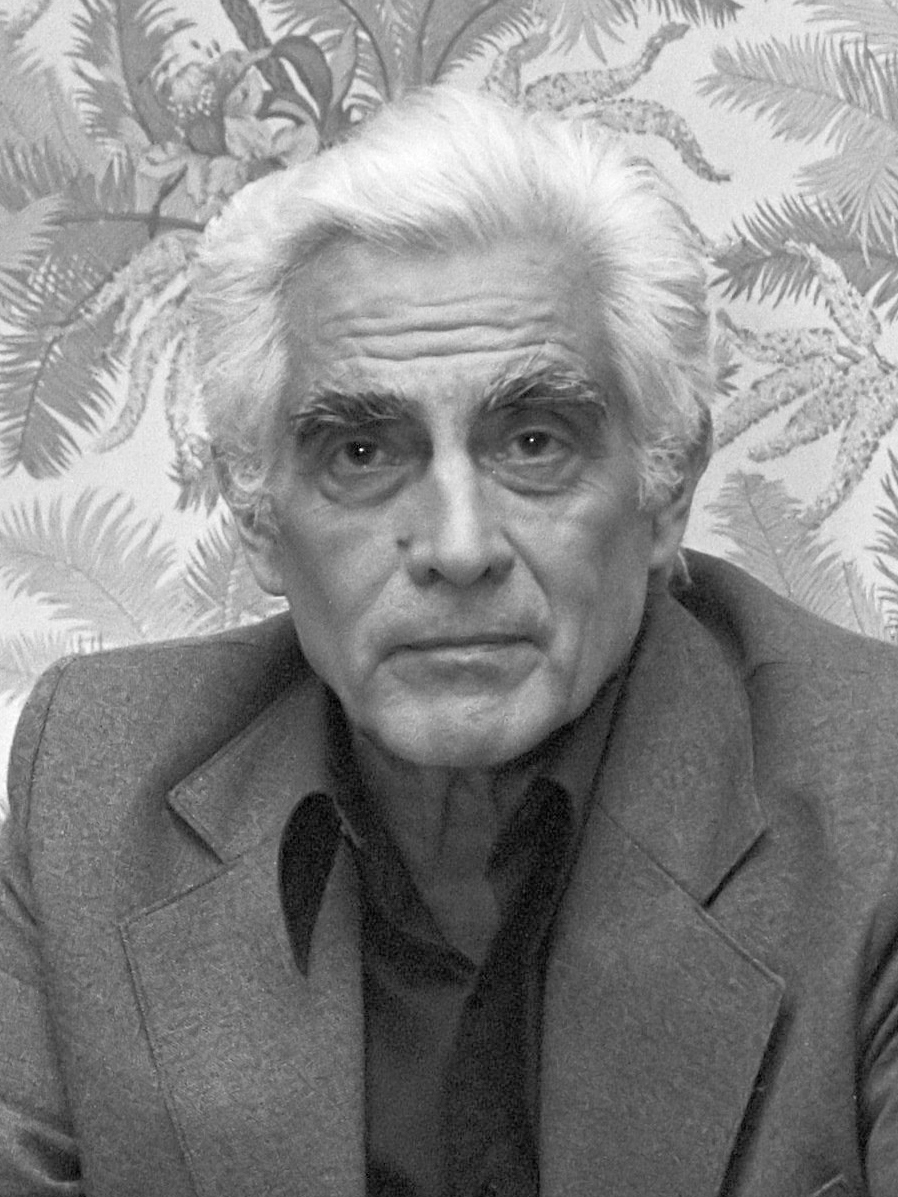
Alvaro Cunhal (1980)